# Природно-заповідний фонд Кіровоградської області

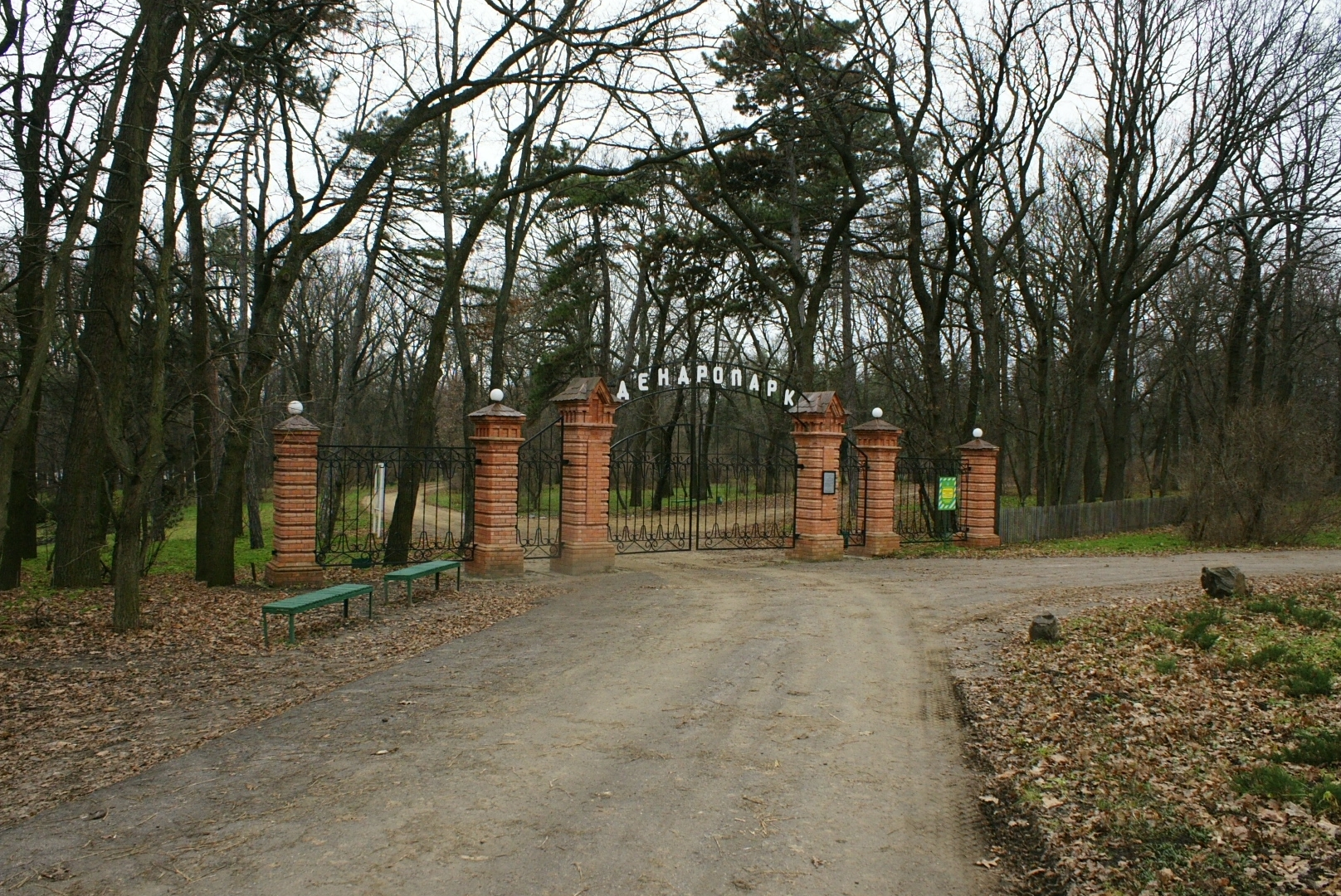
Веселі Боковеньки — дендрологічний парк загальнодержавного значення у Кіровоградській області

Приро́дно-запові́дний фонд Кіровогра́дщини складається з 51 об'єкта:
- 1 дендрологічний парк загальнодержавного значення — Веселі Боковеньки,
- 8 заказників загальнодержавного значення,
- 17 заказників місцевого значення,
- 2 пам'ятки природи загальнодержавного значення (болото Чорний ліс та Витоки річки Інгулець),
- 10 пам'яток природи місцевого значення,
- 13 заповідних урочищ місцевого значення.

Загальна площа — 13 074,21 га. У структурі ПЗФ найбільше територій на степовій частині області. Трохи менше у лісостеповій.